# Mincio (département)
Pour la rivière, voir Mincio.
Le Mincio était un ancien département de la République cisalpine, de la République italienne, puis du royaume d'Italie de 1797 à 1814. Il a été nommé d'après la rivière Mincio, et avait pour chef-lieu Mantoue.

## Histoire
Il fut créé lors de la réorganisation départementale de la République cisalpine le 5 novembre 1797, mais fut supprimé le 1er novembre 1798 et Mantoue devint le chef-lieu du Haut-Pô. Il fut cependant rétabli très rapidement dans sa forme de 1797.
Le 8 juin 1805, il s'agrandit de quelques communes détachées du Bas-Pô mais en cède lui-même au Haut-Pô.